# Ptychomitrium subcylindricum
Ptychomitrium subcylindricum là một loài rêu trong họ Ptychomitriaceae. Loài này được Thér. mô tả khoa học đầu tiên năm 1937.